# Булгаков, Андрей Иванович Курака
Князь Андре́й Ива́нович Булга́ков по прозвищу Курака (ум. около 1543) — воевода и боярин во времена правления Василия III. Из княжеского рода Булгаковых, родоначальник князей Куракиных.

## Происхождение
Третий сын князя Ивана Васильевича Булгак Патрикеева и Ксении Ивановны, урождённой Всеволожской.
Потомок в VII поколении литовского князя Гедимина. Третий из четырёх сыновей боярина Ивана Васильевича Патрикеева по прозвищу Булгак, по которому Андрей и его братья носили фамилию князей Булгаковых, однако его дети в третьем поколении писались уже, как Куракины. Князья Патрикеевы занимали одно из центральных мест при дворе Ивана III. Три его брата также имели боярское звание. О старшем брате Иване Мешке сведений мало. Второй брат Михаил Голица, стал родоначальником князей Голицыных. Михаил Голица и самый младший брат Дмитрий в 1514 году в битве при Орше попали в литовский плен и провели там 38 лет, до 1552 года, Дмитрий скончался в плену, а Михаил Голица вскоре после этого был выпущен уже старцем. Андрей Булгаков-Курака имел пятерых сыновей, которые также были московскими боярами, — Фёдора, Дмитрия, Петра, Ивана и Григория.

## Служба
В 1490 году воевода левой руки войск при взятии Вязьмы. В 1492 году показан в дворянах, первый воевода в государевом походе к Смоленску. В 1493 году первый воевода войск левой руки в походе в Вязьму. В этом же году первый воевода войск правой руки в битве под Оршею, после послан к Смоленску, который и взял. В 1495 году участвует в государевом походе в Новгород. В феврале 1500 года участвует на свадьбе дочери великого князя Ивана Васильевича княжны — Софьи Ивановны и князя Василия Даниловича Хилкова, девятый в свадебном поезде. В 1504 году владел деревней Семенково в Берендеевской волости Дмитровского уезда. В 1507 году воевода войск левой руки в Одоеве. В 1512 году послан вторым воеводою Большого полка на Угру, в связи с крымской угрозою царевича Ахмата Гирея с братьями, а во время татарского нашествия на Белёв, по перемене воевод, первый воевода войск правой руки. Участвовал в русско-литовской войне 1512—1522 годов. Осенью 1513 года в походе к Смоленску, потом в Вязьму, в мае 1514 года к Дорогобужу и Смоленску, первый войск воевода левой руки, а после воеводою войск правой руки, послан в Оршу. В 1515 году в Дорогобуже и в походе из города в Литву первый воевода Сторожевого полка. В 1518—1519 годах, первый воевода войск правой руки на берегу Оки для обороны от возможного крымского нападения. В 1520 году во время похода на Казань, первый воевода Большого полка в судовой рати, в этом же году воевода в Нижнем Новгороде. В 1521 году первый воевода в Дорогобуже. В 1522 году наместник в Белой. В 1530 году первый воевода в Костроме за городом, в этом же году показан в боярах, но дата пожалования не показана.
Умер до 28 января 1544 года, т. к. в этот день, его жена Феодосия, дала вклад на помин его души в 40 рублей в Троице-Сергиев монастырь, в июне 1544 года ещё 10 рублей, его старший сын князь Фёдор дал по своему отцу в августе 1544 года ещё 50 рублей.

## Семья
Дети:
- Фёдор Андреевич (ум. 1567) — воевода и боярин.
- Дмитрий Андреевич Горло (ум.1570) — воевода и боярин.
- Пётр Андреевич (ум. 1575) — голова, наместник, воевода и боярин.
- Иван Андреевич (ум. 1567) — голова, воевода, наместник и боярин.
- Григорий Андреевич (ум. 1595) — воевода, наместник.